# Arij Smit
Arij Smit (Schiedam, 7 juli 1907 – Haarlem, 30 april 1970) was een Nederlands bokser. Hij was Nederlands kampioen bantamgewicht (toen tot 53,52 kg) in 1924 en vertegenwoordigde Nederland op de Olympische Spelen van datzelfde jaar in Parijs.
Lange tijd stond Arij Smit, toen nog als J. Smit, bekend als de laatste onbekende Nederlandse Olympiër. In het boek Olympisch Oranje van Ton Bijkerk staan alle Nederlandse Olympiërs van 1896 tot 2004 beschreven. Tot 2008 ontbrak de achtergrondinformatie van één man, ene J. Smit. Na een oproep via diverse media herkende de dochter van J. Smit de foto's en informeerde Bijkerk over haar vader, Arij Smit.
Smit is ook professioneel bokser geweest in eerst het lichtgewicht en later het weltergewicht. Na het boksen ging hij aan het werk in Engeland en vervolgens voor een Engels bedrijf in Nederland. Bij het binnenvallen van de Duitse troepen in 1940 werd dit bedrijf opgeheven, omdat de directeur vluchtte, en zat Smit zonder werk. Daarna is hij als voetbaltrainer aan de slag gegaan bij Ajax. Nadat de situatie verslechterende in Amsterdam week hij met zijn vrouw en twee kinderen uit naar Sneek. Smit keerde na de oorlog terug naar de Randstad en zette zijn trainersloopbaan voort bij voetbalclub EDO in Haarlem. Zijn zoon Cees begon zijn voetbalcarrière bij die club. 
Aan het einde van zijn sportcarrière was Smit financieel en economisch medewerker bij het ANP.
- Bibliothèque nationale de France: cb17044026m (data)
- Virtual International Authority File: 19146574856438151110